# Сельское поселение Нифантовское
Сельское поселение Нифантовское — сельское поселение в составе Шекснинского района Вологодской области.
Центр — деревня Нифантово.
Образовано 1 января 2006 года в соответствии с Федеральным законом № 131 «Об общих принципах организации местного самоуправления в Российской Федерации».
В состав сельского поселения вошёл Нифантовский сельсовет.
По данным переписи 2010 года население — 2447 человек.

## География
Расположено в западной части района. Граничит:
- на севере с сельским поселением Ершовское,
- на востоке с разливом на реке Шексне (на другом берегу сельское поселение Чуровское, городское поселение посёлок Шексна),
- на юго-востоке с сельским поселением Никольское (граница проходит по реке Шексне),
- на западе с сельским поселением Железнодорожное.

По территории поселения протекает река Божай — приток Шексны. Проходит региональная автотрасса А114, участок Северной железной дороги, ближайшая станция — Шексна, в 3 км от центра поселения деревни Нифантово.

## Населённые пункты
В 1999 году был утверждён список населённых пунктов Вологодской области. С тех пор состав Нифантовского сельсовета не изменялся.
В состав сельского поселения входят 9 деревень.
| Населённый пункт     | ОКАТО          | Рег. номер | Расстояние до районного центра, км | Расстояние до центра поселения, км | Индекс | Координаты                      |
| -------------------- | -------------- | ---------- | ---------------------------------- | ---------------------------------- | ------ | ------------------------------- |
| деревня Гари         | 19 258 830 002 | 8096       | 7                                  | 5                                  | 162572 | 59°10′38″ с. ш. 38°24′16″ в. д. |
| деревня Дьяконовское | 19 258 830 003 | 8097       | 7                                  | 5                                  | 162572 | 59°15′28″ с. ш. 38°24′46″ в. д. |
| деревня Иванково     | 19 258 830 004 | 8098       | 11                                 | 9                                  | 162572 | 59°16′05″ с. ш. 38°23′00″ в. д. |
| деревня Кочино       | 19 258 830 005 | 8099       | 6                                  | 4                                  | 162562 | 59°11′21″ с. ш. 38°26′13″ в. д. |
| деревня Нифантово    | 19 258 830 001 | 8095       | 2                                  | —                                  | 162572 | 59°12′43″ с. ш. 38°27′35″ в. д. |
| деревня Обухово      | 19 258 830 006 | 8100       | 7                                  | 5                                  | 162572 | 59°14′39″ с. ш. 38°24′31″ в. д. |
| деревня Сямичи       | 19 258 830 007 | 8101       | 13                                 | 11                                 | 162572 | 59°16′26″ с. ш. 38°23′18″ в. д. |
| деревня Тарканово    | 19 258 830 008 | 8102       | 4                                  | 2                                  | 162572 | 59°11′50″ с. ш. 38°26′28″ в. д. |
| деревня Толстово     | 19 258 830 009 | 8103       | 21                                 | 19                                 | 162572 | 59°17′36″ с. ш. 38°23′08″ в. д. |